# Кеннон (лунный кратер)
Кратер Кеннон (лат. Cannon) — большой древний ударный кратер в северо-восточной части видимой стороны Луны. Название присвоено в честь американского астронома Энни Джамп Кэннон (1863—1941) и утверждено Международным астрономическим союзом в 1964 г. Образование кратера относится к нектарскому периоду.

## Описание кратера
Ближайшими соседями кратера являются кратер Плутарх на севере-северо-западе; кратер Хаббл на северо-востоке; кратер Годдард на юго-востоке и кратер Ибн Аль Хайсам на западе-юго-западе. На юго-востоке от кратера Кеннон находится Море Краевое. Селенографические координаты центра кратера 19°53′ с. ш. 81°22′ в. д. / 19,88° с. ш. 81,36° в. д., диаметр 57,6 км, глубина 2,83 км.
Кратер Кеннон имеет близкую к циркулярной форму и значительно разрушен. Вал сглажен и перекрыт множеством мелких кратеров, юго-западная часть вала имеет широкий разрыв. Высота вала над окружающей местностью около 1 180 м.  Дно чаши затоплено базальтовой лавой, ровное, за исключением пересеченной северо-западной части, без приметных структур.

## Сателлитные кратеры
| Кеннон | Координаты                                            | Диаметр, км |
| ------ | ----------------------------------------------------- | ----------- |
| B      | 17°32′ с. ш. 80°03′ в. д. / 17,54° с. ш. 80,05° в. д. | 38,8        |
| E      | 19°16′ с. ш. 78°59′ в. д. / 19,27° с. ш. 78,99° в. д. | 25,9        |

## См.также
- Список кратеров на Луне
- Лунный кратер
- Морфологический каталог кратеров Луны
- Планетная номенклатура
- Селенография
- Минералогия Луны
- Геология Луны
- Поздняя тяжёлая бомбардировка